# Christophe Le Mével

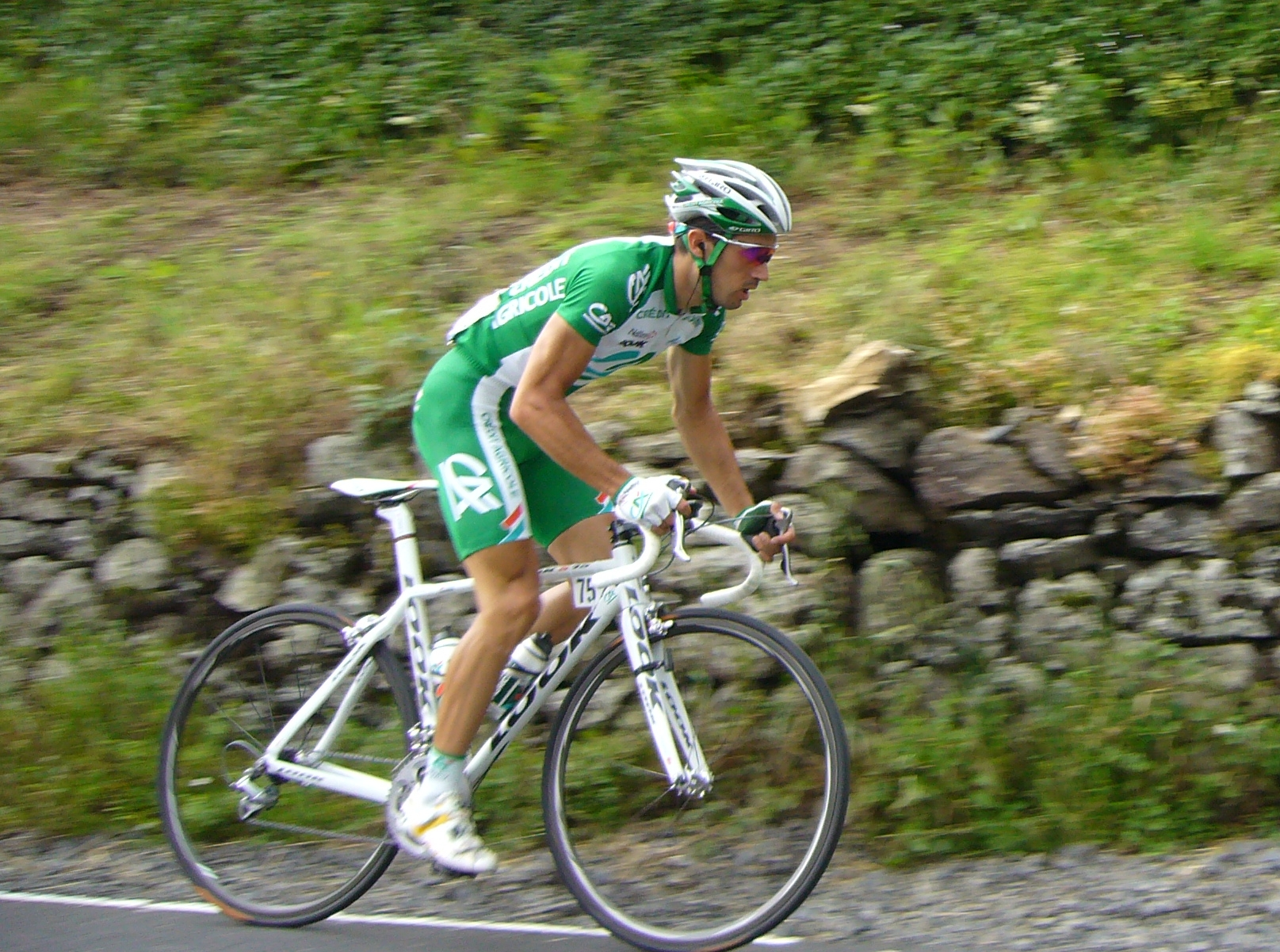
Christophe Le Mével em 2007.

Christophe Le Mével (Lannion, 11 de setembro de 1980) é um ciclista francês.